# Евангелие из Бамберга

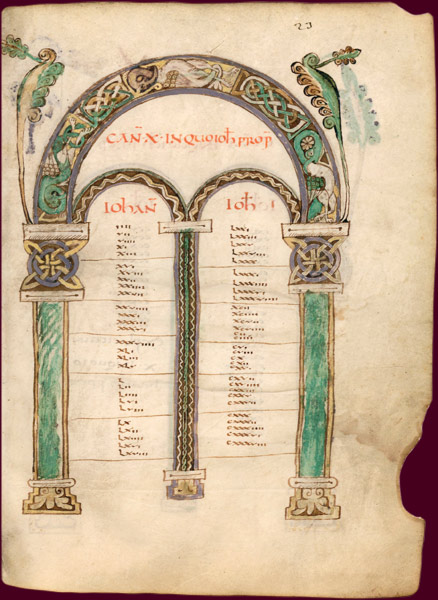
Таблицы канонов

Евангелие из Бамберга (Евангелие Алкуина) — это иллюминированный манускрипт, изготовленный мастерами школы монастыря Святого Мартина в Туре в период Каролингского Возрождения

## Датировка рукописи
По поводу времени создания манускрипта существуют две основные гипотезы: 
1. Jean Hubert и его коллеги придерживались мнения[1], что это евангелие следует относить ко времени аббатства  учеников Алкуина (834—-843 гг.)
2. M.-P. Laffitte считает[2], что это более ранняя работа, созданная не только во время аббатства Алкуина (796—-804 гг.), но и под его непосредственным руководством, что объясняет уникальную иконографическую программу иллюминации евангелия.

## Иллюстративная структура

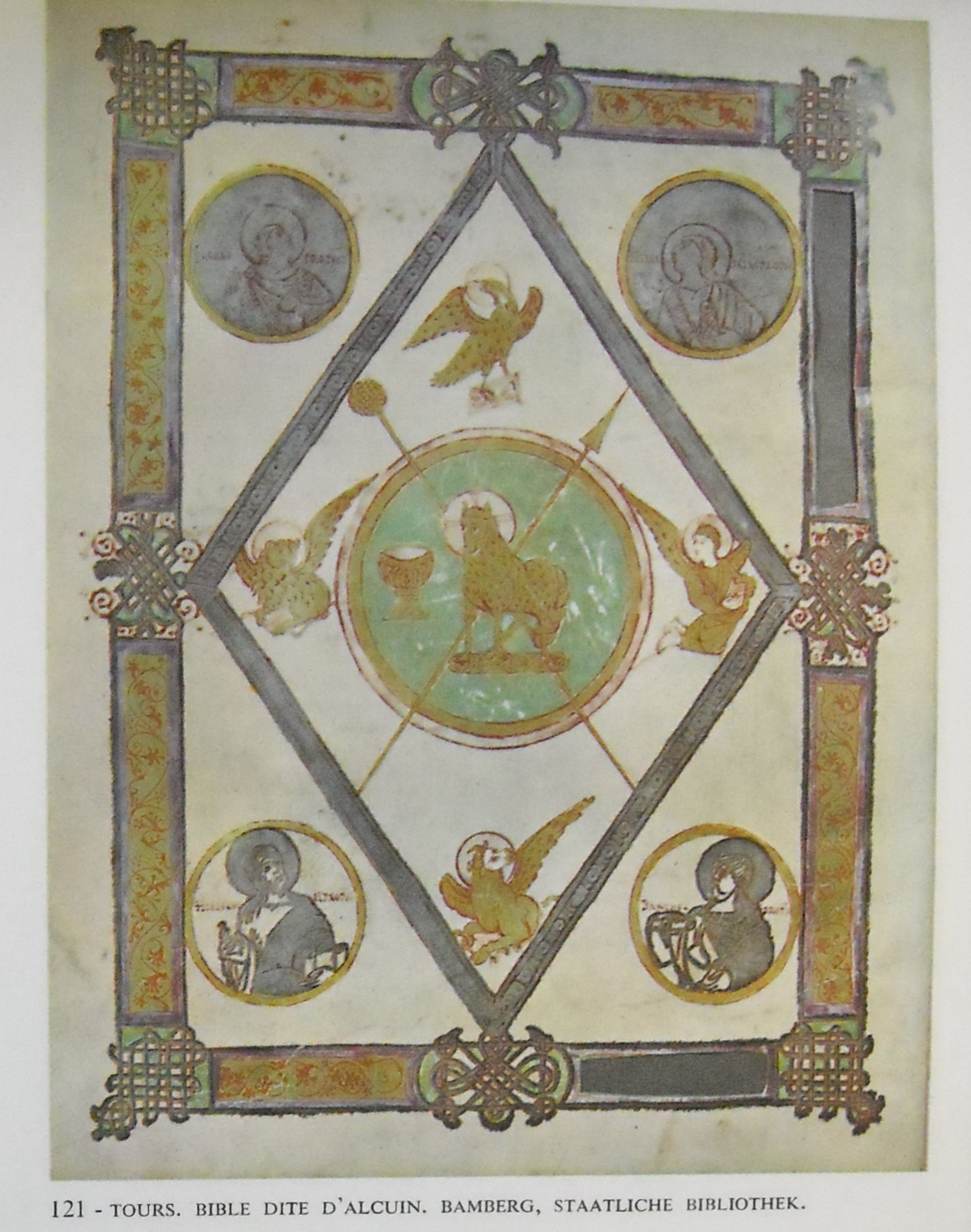
Композиция с Агнец Божий

- Таблицы канонов дают представление[3] об островных, англо-ирландских влияниях на стиль Тура: здесь присутствуют мотивы переплетений на арках, косы, орнаментальное оформление колонн контрастирует с их античной формой.
- Композиция с Агнцем — в центре в медальоне представлен Агнец Божий на пересечении копья и губки — орудий страстей - мотив жертвенности[4], основной в этой иллюстрации. Слева от Агнца сосуд со священной кровью. В углах ромба, заключающего в себе центральный медальон, расположены четыре апокалиптических зверя, которые, с одной стороны, намекают на неотвратимость Судного Дня, а с другой — такая связь символизирует единство Ветхого и Нового Заветов, родственность их сюжетов[5].

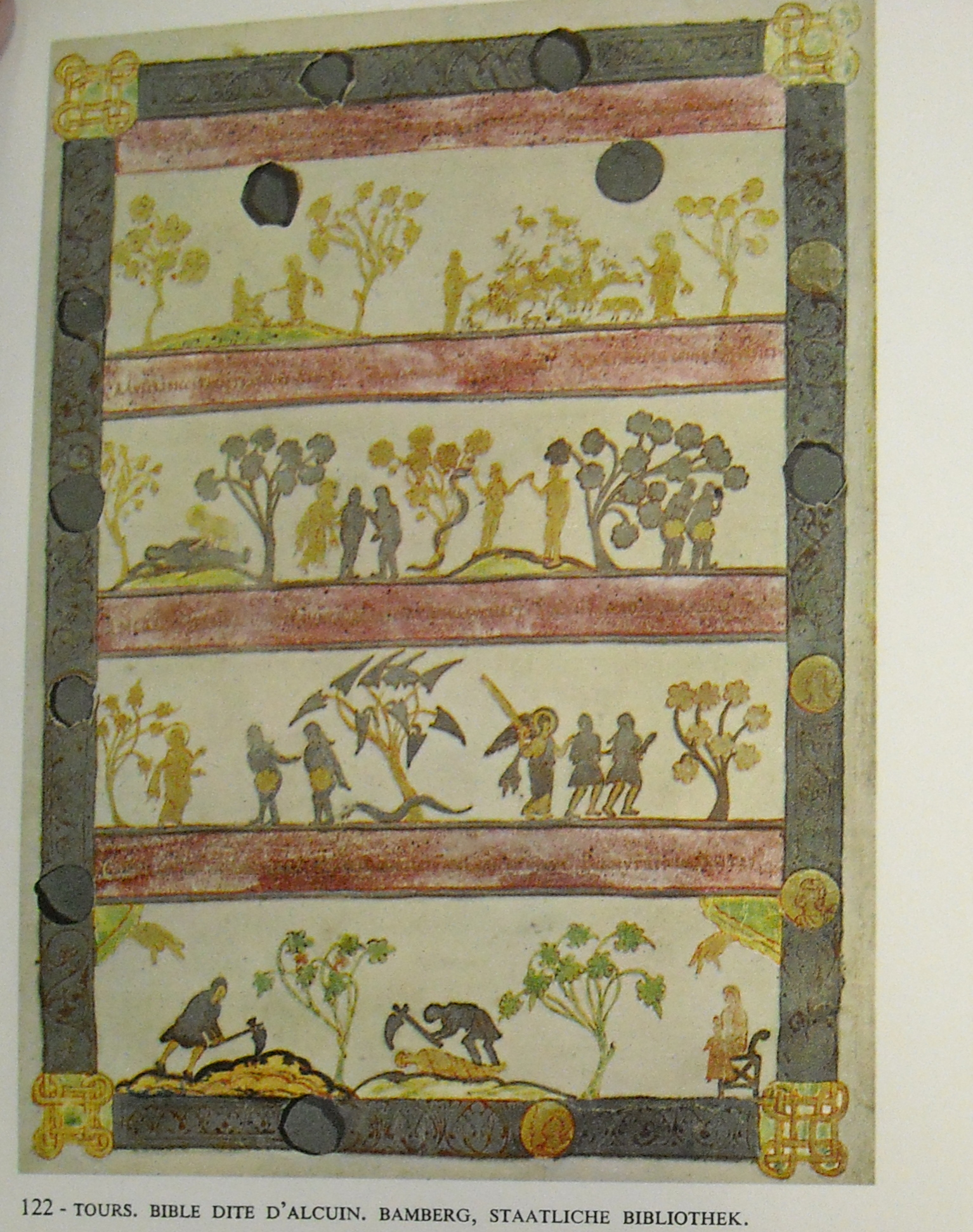
Иллюстрация к Книге Бытия

- Иллюстрация, открывающая Книгу Бытия —  история создания Богом Адама и Евы и изгнания из Рая. Композиция фризовая, логически поделена на 4 регистра:

1. сотворение Адама и наречение животных
2. рождение из ребра адамова Евы, грехопадение
3. изгнание из Рая
4. земная жизнь: Адам «в поте лица своего» добывает свой хлеб, Ева «в муках рожает детей», но они не оставлены Богом: в верхних углах фриза благословляющая десница. В середине фриза — сцена убийства Авеля, и это — мотив жертвы, причём вкупе с Агнцем образующий мотив тождества ветхозаветной и новозаветной жертвы[3].